# Degüello
Pour la marche militaire espagnole, voir El Deguello.
Albums de ZZ Top
The Best of ZZ Top
(1977) El Loco
(1981)
Singles
1. I Thank You
Sortie : Janvier 1980
2. Cheap Sunglasses
Sortie : Juillet 1980

Degüello est le 6e album du groupe de rock texan, ZZ Top. Il est le premier pour le nouveau label du groupe Warner Bros Records et a été produit par Bill Ham.

## Historique
Il est paru le 27 août 1979, soit plus de deux ans après leur précédent album studio Tejas. L'origine du nom de l'album vient du cri de guerre de l'armée mexicaine lors de l'attaque de Fort Alamo.
C'est aussi à partir de cet album que les barbes légendaires de Billy Gibbons et Dusty Hill apparaitront.
Degüello atteindra la 24e place du Billboard 200 et sera certifié disque de platine aux États-Unis. Les deux singles issus de l'album, "I Thank You (#34) et "Cheap Sunglasses" (#89), se classeront dans les charts du Billboard Hot 100.
Sur le titre Manic Mechanic, la voix de Billy Gibbons a été déformée après l'enregistrement.

## Liste des titres
Face 1
- Tous les titres sont signés Beard / Gibbons / Hill sauf indications.

1. I Thank You (David Porter / Isaac Hayes) - 3:23
2. She Loves My Automobile - 2:22
3. I'm Bad, I'm Nationwide - 4:45
4. A Fool for Your Stockings - 4:15
5. Manic Mechanic - 2:36

Face 2
1. Dust my Broom (Robert Johnson) - 3:06
2. Lowdown in the Streets - 2:49
3. Hi Fi Mama - 2:22
4. Cheap Sunglasses - 4:46
5. Esther Be the One - 3:30

Le premier pressage LP attribuait Dust my broom à Elmore James.

## Musiciens
- Billy Gibbons : chant, guitares, saxophone baryton.
- Dusty Hill : chant, basse, saxophone ténor.
- Frank Beard : batterie, percussions, saxophone alto.

## Charts et certifications

### Album
Charts
| Pays                         | Durée du classement | Meilleur classement | Date             |
| ---------------------------- | ------------------- | ------------------- | ---------------- |
| Autriche (Ö3 Austria Top 40) | 2 semaines          | 19e                 | 1er juillet 1980 |
| Canada (RPM)                 | 28 semaines         | 5e                  | 2 mai 1980       |
| États-Unis (Billboard 200)   | 43 semaines         | 24e                 | 16 février 1980  |

Certifications
| Pays       | Ventes  | Certification | Date        |
| ---------- | ------- | ------------- | ----------- |
| Allemagne  | Or      | 250 000 +     | 1995        |
| États-Unis | Platine | 1 000 000 +   | 11 mai 1984 |

### Singles
| Single           | Chart             | Durée du classement | Position | Date            |
| ---------------- | ----------------- | ------------------- | -------- | --------------- |
| I Thank You      | (Hot 100)         | 11 semaines         | 34e      | 15 mars 1980    |
| I Thank You      | (RPM Top Singles) | 8 semaines          | 52e      | 22 mars 1980    |
| Cheap Sunglasses | (Hot 100)         | 2 semaines          | 89e      | 12 juillet 1980 |